# معركة واكسهاوس
قالب:Campaignbox American Revolutionary War: Southern
كانت معركة واكسهاوس أو مذبحة واكسهاوس أو مذبحة بوفورد (بالإنجليزية: Battle of Waxhaws)‏ معركة حربية وقعت إبان حرب الاستقلال الأمريكية في 29 مايو 1780 بالقرب من لانكستر بكارولاينا الجنوبية بين الجيش القاري بقيادة أبراهام بوفورد والقوة الموالية بشكل أساسي بقيادة الضابط البريطاني باناستر تارلتون.